# Oxypoda gymnica
Oxypoda gymnica är en skalbaggsart som beskrevs av Thomas Casey 1911. Oxypoda gymnica ingår i släktet Oxypoda och familjen kortvingar. Inga underarter finns listade i Catalogue of Life.